# Maypacius curiosus
Espèce
Maypacius curiosus est une espèce d'araignées aranéomorphes de la famille des Pisauridae.

## Distribution
Cette espèce est endémique du Congo-Kinshasa.

## Description
Le mâle holotype mesure 14 mm.

## Publication originale
- Blandin, 1975 : Études sur les Pisauridae africaines III. Les espèces des genres Perenethis L. Koch, 1878 et Maypacius Simon, 1898 (Araneae - Pisauridae - Pisaurinae). Revue Zoologique Africaine, vol. 89, p. 376-393.